# 戸手商業高校事件

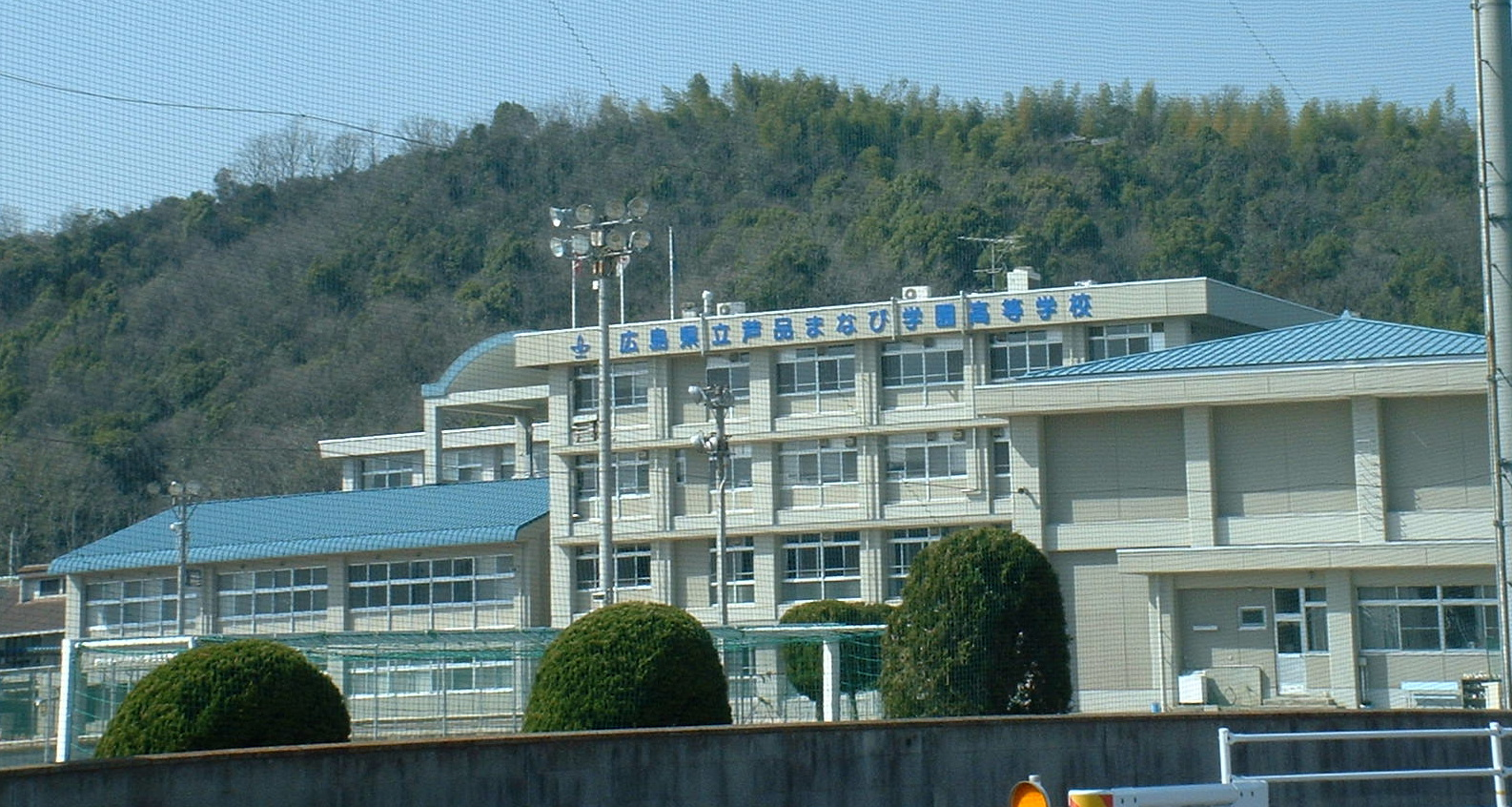
暴行傷害事件の現場となった戸手商業高校（現・芦品まなび学園高校校舎）

戸手商業高校事件（とでしょうぎょうこうこうじけん）とは、1973年12月4日、部落解放同盟広島県連合会委員長の小森龍邦ら約50人が、広島県立戸手商業高等学校（1998年廃校　広島県福山市新市町戸手）の部落解放研究会の生徒に対する指導を巡って同校の教員室に不法侵入し、同校の和田嘉郎教諭に約90分間にわたって暴行を加えた事件。戸手商事件、戸手商高事件などと呼ばれる場合もある。

## 概要
発端は矢田事件への評価をめぐり、広島県東部の各高校が木下挨拶状を「差別文書」と決めていく中、戸手商業高校（横山頼三校長）だけが「討議を深めていく」としたことであった。これに対し、部落解放同盟広島県連は「同盟は差別と決めている。討議を深めようでは遅すぎる」と反発した。
1973年12月4日午前10時ごろ、小森一派の弘中忠夫（日本社会党新市町議）ら約10人が、戸手商業高校2階の教員室に乱入し、次の授業を準備中の教員に「校長はおるか」「おまえら、部落の子供をいじめているんじゃねえか」などと叫んだ。彼らの目的は、同校の生徒の一人による部落差別発言を「教師の責任」として調査することにあった。教諭たちは「ご父兄以外の方はお引き取り下さい」と言い、父母との話し合いに応じようとしたが、弘中は和田教諭の左腕をつかみ「何をこきよるなら、外に出い」と強く引っ張り、引きずりだそうとした。
続いて約20人を引き連れた小森が教員室に乱入。「暴力はやめろ」と制止した和田教諭の背広の襟を小森が右手でつかみ、「嘉郎、出え」と引っ張った上で、和田教諭の頬を左手で平手打ちした。これに対して和田教諭が「小森、叩いたの。暴力はやめい」と抗議すると小森は一瞬ひるんだが、今度は弘中が和田教諭の左顎を右拳で二度殴打し負傷させた。
小森らはその場に居合わせていた6-7名の他の教諭をひとりずつ約50人で包囲し、ひきずり、小突き、「座れ」「立て」「気をつけ」と号令をかけ、「お前ら差別教師じゃろう」と怒号を浴びせた。このため、授業を終えた教諭らは教員室に入ることができず、3時間目の授業が一時麻痺した。
1973年12月6日、和田教諭は「顔面打撲による歯牙動揺」の診断書を添え、小森・弘中らを暴行傷害で広島県警府中署に告訴。しかし府中署は被害者の事情聴取を行ったのみで、加害者側を放置した。
このため、1974年2月7日、同校の名越文弘教諭も小森と弘中ら氏名不詳約80名を集団暴行と脅迫・傷害の罪で広島地方検察庁に告発。これを受け、同年3月30日、広島地検福山支部は小森と弘中を暴力行為等処罰ニ関スル法律違反で起訴。小森らの側は『真実は差別の壁を透して──戸手商事件の報告』1 - 6（部落解放同盟広島県連合会、1977年 - 1982年）を通じて「暴力を振るったのは和田だ」「今度の事件の背景には、戸手商業高校の差別教育がある」と無罪を主張したが、1980年2月27日、小森は広島地方裁判所福山支部で罰金3万円の有罪判決を受けた。判決は「事前に学校側に会見の約束をとることもなく当日事務室の受付を通すこともなく、糾弾のために多人数で学校に押しかけ職員室で授業準備のため執務中の教員から再三退去を要請されたにも拘わらず、多人数で暴行を加えた犯情は重い」、「自己の都合に相手は応ずるべきであるとの独善に陥って本件犯行を行」い、小森は「犯行後もでっち上げられた事件」だとして暴行を否認し、「反省の情を毫も窺うことができない」という厳しい内容だった。
小森はこの判決を不服として控訴したが、1982年3月26日、広島高等裁判所で控訴棄却。1983年10月11日、最高裁で上告棄却。罰金3万円の支払いを命じられ、有罪判決が確定した。
この判決について、対立する運動団体・全国部落解放運動連合会のブレーンの一人である成澤榮壽は「『解同』中央本部書記長の要職にある小森被告が暴力を独善的に『糾弾』と称してこれを合理化しようとしていることについて、裁判所が明快に犯罪行為と断定した意義は大きい」と述べ、高く評価した。一方、部落解放同盟の立場から編纂された『戦後 部落問題関係判例[解説編]』では、この事件を「弾圧・デッチ上げ事件」の中に含めている。